# Франсиско Гарсес
Франсиско Ерменежилдо Томас Гарсес (на испански: Francisco Hermenegildo Tomás Garcés) е испански францискански мисионер, изследовател на Северозападно Мексико и сегашните американски щати Аризона и Калифорния.

## Произход и обучение (1738 – 1773)
Роден е на 12 април 1738 година в Мората де Халон в провинция Сарагоса, Испания, в семейството на Хуан Гарсес Меркадо и Антония Маестро Кабеса. На 16-годишна възраст влиза във францисканския манастир в Алпартир близо до Мората де Халон, а по-късно завършва обучението си по теология в манастира на Калатюд. През 1763 е ръкоположен за францискански мисионер и заминава на работа във францисканския колеж в Керетаро, Мексико.

## Изследователска и мисионерска дейност (1774 – 1781)
През 1774 се включва като мисионер в похода на Хуан Баутиста Анса и в долното течение на Колорадо, в земите на индианците мохаве, организира поредната францисканска мисия.
В средата на февруари 1776 се изкачва покрай десния бряг на река Колорадо, завива на запад, първи пресича пустинята Мохаве от изток на запад и по долината на малка река и двадесет дни след потеглянето си от мисията на Колорадо, достига до залива Сан Габриел на Тихия океан. Пътят, по който преминава Гарсес е толкова удобен, че именно по него след сто години е построена жп линията Санта Фе – Лос Анжелес.
След две седмици Гарсес започва да търси път по суша от Сан Габриел за Сан Франциско. С помощта на местните индианци испанците достигат до южната част на Калифорнийската долина, от където отново пресича пустинята Мохаве, но по друг път и се завръща в мисията си.
Няколко дни след като се завръща в началото на юни 1776 отново тръгва на път, но този път на североизток. Изкачва се на север по Колорадо до 36º с.ш., завива на изток, пресича пустинна планинска област и преминава на юг от Гранд каньон. В края на юни пресича река Литъл Колорадо в района на водопада Гранд Фолс и на 3 юли достига до река Орейби Уош (от басейна на Литъл Колорадо). През есента на 1776 се завръща в своята мисия.
През 1779 на Гарсес е възложено да основе мисия нагоре по река Колорадо в района на град Юма, Аризона, която през юли 1781 е разрушена и разграбена от местните индианци, всичките нейни служители са избити, в т.ч. и самия Гарсес.